# Raspailia pykii
Raspailia pykii är en svampdjursart som först beskrevs av Carter 1879.  Raspailia pykii ingår i släktet Raspailia och familjen Raspailiidae. Inga underarter finns listade i Catalogue of Life.